# Protocole d'accord de Londres
Pour les articles homonymes, voir Protocole de Londres.

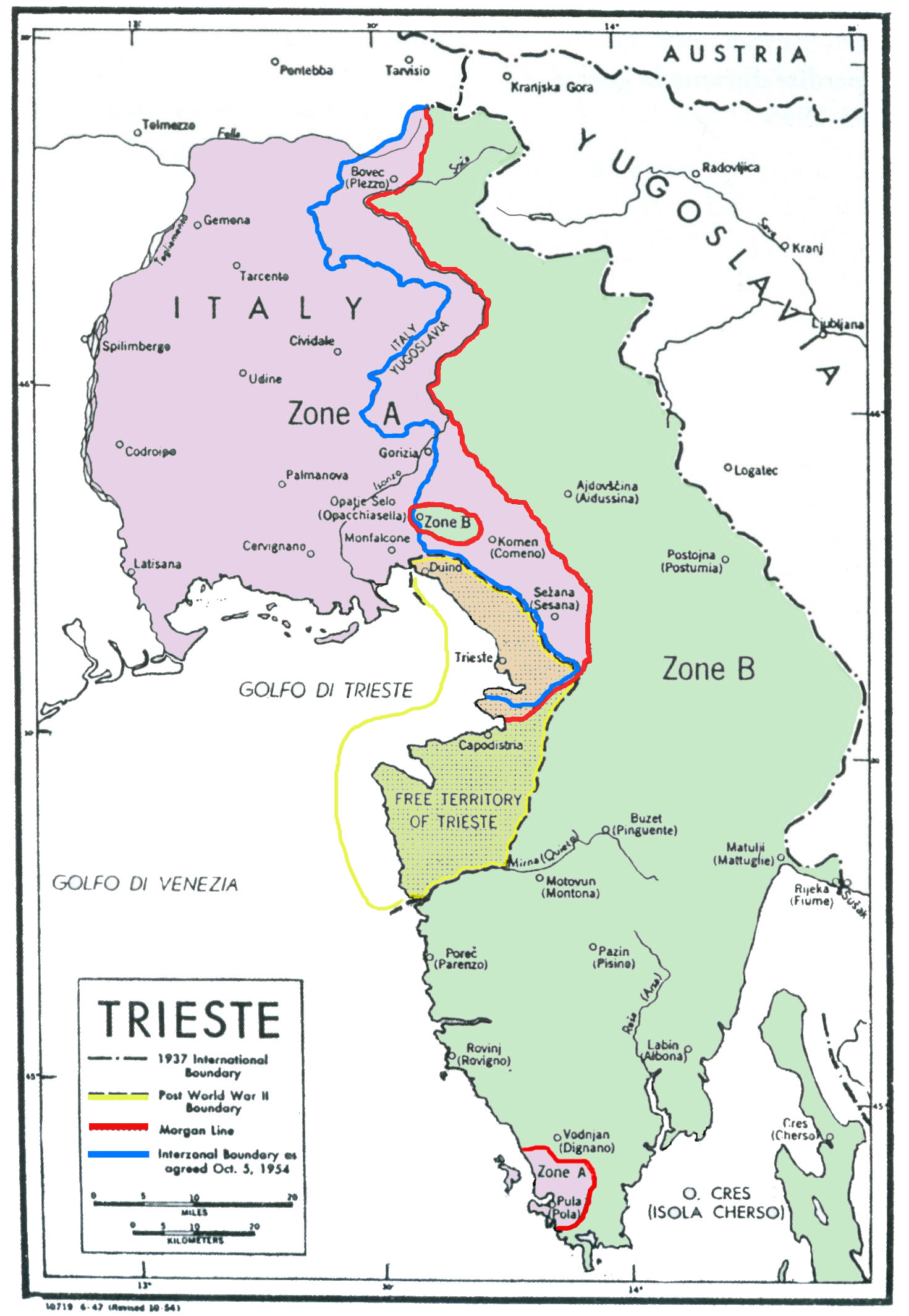
Carte du territoire libre de Trieste (1947-1954, en jaune) et de ses environs

Le protocole d'accord de Londres est un accord signé le 5 octobre 1954 entre les gouvernements de l'Italie, du Royaume-Uni, des États-Unis et de la République populaire fédérative de Yougoslavie concernant le régime d'administration provisoire du territoire libre de Trieste (TTF) prévu à l'annexe VII du traité de Paris (1947).

## Description

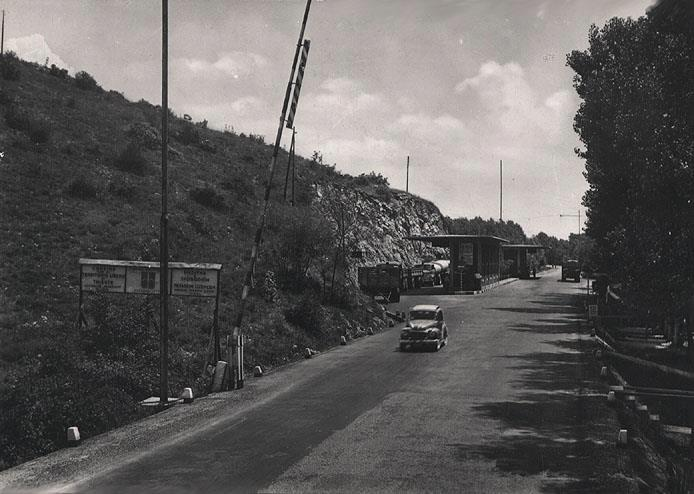
La frontière entre l'Italie et le Territoire libre de Trieste

Avec ce dispositif, les trois quarts de la zone A, avec la ville de Trieste et son port franc international, passent de l'administration militaire alliée à l'administration civile italienne, tandis qu'un quart de la zone A et la zone B passent à l'administration civile yougoslave. Le transfert de pouvoir dans la partie italienne de la zone A a eu lieu le 25 octobre 1954.
Dans le même temps, la limite entre les deux zones dans les municipalités de Muggia et San Dorligo della Valle est modifiée, la plaçant entre Punta Grossa et Punta Sottile. La nouvelle zone B est ainsi agrandie d'environ 11,5 km² et les 3 500 habitants de Crevatini (Hrvatini), Plavia (Plavje), Elleri (Elerji) et Albaro Vescovà (Spodnje Škofije) préfèrent s'exiler vers l'Italie plutôt qu'être soumis au gouvernement yougoslave et risquer de finir dans des foibe. Ce changement territorial en faveur de la Yougoslavie a été obtenu à la suite de nombreuses pressions et menaces de Josip Broz Tito.
Le protocole d'accord de Londres constituait un arrangement provisoire, puisqu'il ne portait pas sur la souveraineté, mais sur le changement d'administration mais en 1975, le traité d'Osimo a rendu définitives les frontières de Londres.

## Les zones

### Zone A
À l'Italie
- Aurisina (Nabrežina)
- Duino (Devin)
- Gorizia (Stara Gorica)
- Monrupino (Repentabor)
- Muggia (Milje)
- San Dorligo della Valle (Dolina)
- Sgonico (Zgonik)
- Trieste (Trst).

À la Yougoslavie
- Bovec (Plezzo) - aujourd'hui en Slovénie
- Komen (Commeno) - aujourd'hui en Slovénie
- Nova Gorica (Nova Gorizia) - aujourd'hui en Slovénie
- Pola (Pula) - aujourd'hui en Croatie
- Sežana (Sesana) - aujourd'hui en Slovénie.

### Zone B
À la Yougoslavie
- Buje (Buie) - aujourd'hui en Croatie
- Brtonigla (Verteneglio) - aujourd'hui en Croatie
- Dekani (Villa Decani) - aujourd'hui en Slovénie
- Grožnjan (Grisignana) - aujourd'hui en  Croatie
- Izola (Isola) - aujourd'hui en Slovénie
- Koper (Capodistria) - aujourd'hui en Slovénie
- Novigrad (Cittanova) - aujourd'hui en Croatie
- Marezige (Maresego) - aujourd'hui en Slovénie
- Opatje Selo (Opacchiasella) - aujourd'hui en Slovénie
- Piran (Pirano) - aujourd'hui en Slovénie
- Šmarje (Monte di Capodistria) - aujourd'hui en Slovénie
- Umag (Umago) - aujourd'hui en Croatie.

## Signataires
- Italie: Manlio Brosio
- Royaume-Uni: ?
- Etats-Unis: ?
- Yougoslavie: ?